# Esgrima em cadeira de rodas nos Jogos Paralímpicos de Verão de 2012 - Florete B masculino
As competições de florete B masculino foram disputadas no dia 4 de setembro no Complexo ExCel, em Londres. Essa classe é disputada por atletas cuja deficiência afeta o tronco ou o braço dominante.

## Medalhistas
| Ouro   | CHN Hu Daoliang   |
| Prata  | UKR Anton Datsko  |
| Bronze | FRA Alim Latrèche |

## Calendário
Horário local (UTC+1).
| Data                  | Tempo | Fase             |
| --------------------- | ----- | ---------------- |
| 4 de setembro de 2012 | 12:00 | Qualificação     |
| 4 de setembro de 2012 | 15:00 | Oitavas de final |
| 4 de setembro de 2012 | 15:45 | Quartas de final |
| 4 de setembro de 2012 | 17:45 | Semifinais       |
| 4 de setembro de 2012 | 18:30 | Final            |

## Formato de competição
O torneio começou com uma fase de grupos seguida de uma fase eliminatória. Na primeira fase, os 15 esgrimistas são divididos em 3 grupos. Os combates duram no máximo 3 minutos ou até que um atleta atinja 5 pontos. Na fase eliminatória, os combates duram no máximo 9 minutos (divididos em 3 períodos de 3 cada), ou até que um atleta atinja 15 pontos.

## Resultados

### Fase de grupos

#### Grupo 1
| Atleta                    | V | D | V/C  | PG | PS |
| ------------------------- | - | - | ---- | -- | -- |
| UKR Anton Datsko          | 3 | 1 | 0.75 | 16 | 9  |
| BRA Jovane Silva Guissone | 3 | 1 | 0.75 | 18 | 13 |
| HKG Chung Ting Ching      | 2 | 2 | 0.50 | 16 | 16 |
| ITA Marco Cima            | 2 | 2 | 0.50 | 14 | 17 |
| POL Zbigniew Wyganowski   | 0 | 4 | 0.00 | 11 | 20 |

| Atleta                    | BRA | HKG | ITA | POL | UKR |
| ------------------------- | --- | --- | --- | --- | --- |
| BRA Jovane Silva Guissone | —   | 3—5 | 5—4 | 5—3 | 5—1 |
| HKG Chung Ting Ching      | 5—3 | —   | 4—5 | 5—3 | 2—5 |
| ITA Marco Cima            | 4—5 | 5—4 | —   | 5—3 | 2—5 |
| POL Zbigniew Wyganowski   | 3—5 | 3—5 | 3—5 | —   | 2—5 |
| UKR Anton Datsko          | 1—5 | 5—2 | 5—0 | 5—2 | —   |

#### Grupo 2
| Atleta               | V | D | V/C  | PG | PS |
| -------------------- | - | - | ---- | -- | -- |
| FRA Alim Latrèche    | 4 | 0 | 1.00 | 20 | 7  |
| CHN Hu Daoliang      | 3 | 1 | 0.75 | 15 | 11 |
| HUN Pál Szekeres     | 2 | 2 | 0.50 | 17 | 14 |
| RUS Timur Khamatshin | 1 | 3 | 0.25 | 12 | 19 |
| USA Gerard Moreno    | 0 | 4 | 0.00 | 7  | 20 |

| Atleta               | CHN | FRA | HUN | RUS | USA |
| -------------------- | --- | --- | --- | --- | --- |
| CHN Hu Daoliang      | —   | 0—5 | 5—3 | 5—1 | 5—2 |
| FRA Alim Latrèche    | 5—0 | —   | 5—4 | 5—2 | 5—1 |
| HUN Pál Szekeres     | 3—5 | 4—5 | —   | 5—4 | 5—0 |
| RUS Timur Khamatshin | 1—5 | 2—5 | 4—5 | —   | 5—4 |
| USA Gerard Moreno    | 2—5 | 1—5 | 0—5 | 4—5 | —   |

#### Grupo 3
| Atleta                  | V | D | V/C  | PG | PS |
| ----------------------- | - | - | ---- | -- | -- |
| FRA Laurent François    | 4 | 0 | 1.00 | 20 | 5  |
| RUS Marat Yusupov       | 3 | 1 | 0.75 | 18 | 7  |
| POL Piotr Czop          | 2 | 2 | 0.50 | 11 | 16 |
| BLR Mikalai Bezyazychny | 1 | 3 | 0.25 | 12 | 15 |
| ARG José Palavecino     | 0 | 4 | 0.00 | 2  | 20 |

| Atleta                  | ARG | BLR | FRA | POL | RUS |
| ----------------------- | --- | --- | --- | --- | --- |
| ARG José Palavecino     | —   | 0—5 | 0—5 | 2—5 | 0—5 |
| BLR Mikalai Bezyazychny | 5—0 | —   | 1—5 | 4—5 | 2—5 |
| FRA Laurent François    | 5—0 | 5—1 | —   | 5—1 | 5—3 |
| POL Piotr Czop          | 5—2 | 5—4 | 1—5 | —   | 0—5 |
| RUS Marat Yusupov       | 5—0 | 5—2 | 3—5 | 5—0 | —   |

## Fase eliminatória
|  | Oitavas de final     | Oitavas de final     | Oitavas de final |  |  | Quartas de final          | Quartas de final          | Quartas de final  |    |                   | Semifinais        | Semifinais       | Semifinais |                     |                     | Final               | Final | Final |
|  |                      |                      |                  |  |  |                           |                           |                   |    |                   |                   |                  |            |                     |                     |                     |       |       |
|  | ITA Marco Cima       | ITA Marco Cima       | 15               |  |  |                           |                           |                   |    |                   |                   |                  |            |                     |                     |                     |       |       |
|  | HKG Chung Ting Ching | HKG Chung Ting Ching | 13               |  |  | ITA Marco Cima            | ITA Marco Cima            | 15                |    |                   |                   |                  |            |                     |                     |                     |       |       |
|  |                      |                      |                  |  |  | FRA Laurent François      | FRA Laurent François      | 14                |    |                   |                   |                  |            |                     |                     |                     |       |       |
|  |                      |                      |                  |  |  |                           |                           |                   |    | ITA Marco Cima    | ITA Marco Cima    | 3                |            |                     |                     |                     |       |       |
|  |                      |                      |                  |  |  |                           | UKR Anton Datsko          | UKR Anton Datsko  | 15 |                   |                   |                  |            |                     |                     |                     |       |       |
|  |                      |                      |                  |  |  | BRA Jovane Silva Guissone | BRA Jovane Silva Guissone | 5                 |    |                   |                   |                  |            |                     |                     |                     |       |       |
|  |                      |                      |                  |  |  | UKR Anton Datsko          | UKR Anton Datsko          | 15                |    |                   |                   |                  |            |                     |                     |                     |       |       |
|  |                      |                      |                  |  |  |                           |                           |                   |    |                   | UKR Anton Datsko  | UKR Anton Datsko | 10         |                     |                     |                     |       |       |
|  |                      |                      |                  |  |  |                           | CHN Hu Daoliang           | CHN Hu Daoliang   | 15 |                   |                   |                  |            |                     |                     |                     |       |       |
|  |                      |                      |                  |  |  | RUS Marat Yusupov         | RUS Marat Yusupov         | 13                |    |                   |                   |                  |            |                     |                     |                     |       |       |
|  |                      |                      |                  |  |  | CHN Hu Daoliang           | CHN Hu Daoliang           | 15                |    |                   |                   |                  |            |                     |                     |                     |       |       |
|  |                      |                      |                  |  |  |                           |                           |                   |    | CHN Hu Daoliang   | CHN Hu Daoliang   | 15               |            | Disputa pelo bronze | Disputa pelo bronze | Disputa pelo bronze |       |       |
|  |                      |                      |                  |  |  |                           | FRA Alim Latrèche         | FRA Alim Latrèche | 9  |                   |                   |                  |            |                     |                     |                     |       |       |
|  |                      |                      |                  |  |  | FRA Alim Latrèche         | FRA Alim Latrèche         | 15                |    |                   |                   |                  |            |                     | ITA Marco Cima      | ITA Marco Cima      | 11    |       |
|  | HUN Pál Szekeres     | HUN Pál Szekeres     | 15               |  |  | HUN Pál Szekeres          | HUN Pál Szekeres          | 11                |    | FRA Alim Latrèche | FRA Alim Latrèche | 15               |            |                     |                     |                     |       |       |
|  | POL Piotr Czop       | POL Piotr Czop       | 5                |  |  |                           |                           |                   |    |                   |                   |                  |            |                     |                     |                     |       |       |

## Classificação final
| Pos.   | Atleta                    |
| ------ | ------------------------- |
| Ouro   | CHN Hu Daoliang           |
| Prata  | UKR Anton Datsko          |
| Bronze | FRA Ali Latrèche          |
| 4      | ITA Marco Cima            |
| 5      | FRA Laurent François      |
| 6      | RUS Marat Yusupov         |
| 7      | BRA Jovane Silva Guissone |
| 8      | HUN Pál Szekeres          |
| 9      | HKG Chung Ting Ching      |
| 10     | POL Piotr Czop            |
| 11     | BLR Mikalai Bezyazychny   |
| 12     | RUS Timur Khamatshin      |
| 13     | POL Zbigniew Wyganowski   |
| 14     | USA Gerard Moreno         |
| 15     | ARG José Palavecino       |